# Niszi-iniszu
Niszi-iniszu (akad. Nīši-īnīšu, w transliteracji z pisma klinowego zapisywane ni-ši-i-ni-šu) – mezopotamska księżniczka, córka Sin-kaszida, króla Uruk (XIX w. p.n.e.), którą jej ojciec ustanowił arcykapłanką boga Lugalbandy w Uruk.
W trakcie wykopalisk w Uruk odnaleziono stożek gliniany z inskrypcją Sin-kaszida upamiętniającą wzniesienie przez niego nowej rezydencji dla jego córki jako arcykapłanki boga Lugalbandy w Uruk: 
„Sin-kaszid, król Uruk, król Amnanum, ten, który zaopatruje E-anę, gdy wzniósł E-anę, dla Nin-iniszu, arcykapłanki (sum. nin.diĝir) boga Lugalbandy, swej ukochanej córki, którą ustanowił za swe życie, zbudował dla niej jaśniejącą rezydencję (sum. ĝi6.par3), dom (godny) jej funkcji arcykapłanki”